# Tomogonus schubarti
Tomogonus schubarti är en mångfotingart som först beskrevs av Demange och Jean-Paul Mauriès 1975.  Tomogonus schubarti ingår i släktet Tomogonus och familjen Spirostreptidae. Inga underarter finns listade i Catalogue of Life.